# Geiswasser
Geiswasser ist eine französische Gemeinde mit 329 Einwohnern (Stand 1. Januar 2022) im Département Haut-Rhin in der Region Grand Est (bis 2015 Elsass). Sie gehört zum Arrondissement Colmar-Ribeauvillé, zum Kanton Ensisheim und ist Mitglied im Gemeindeverband Communauté de communes Alsace Rhin Brisach.
Die Gemeinde erhielt 2022 die Auszeichnung „Eine Blume“, die vom Conseil national des villes et villages fleuris (CNVVF) im Rahmen des jährlichen Wettbewerbs der blumengeschmückten Städte und Dörfer verliehen wird.

## Geografie
Geiswasser ist die östlichste Gemeinde des Departements Haut-Rhin. Sie liegt sechs Kilometer südlich von Breisach und etwa 25 Kilometer südöstlich von Colmar. Das Gemeindegebiet grenzt an den Rhein, in dessen Mitte die Grenze zu Deutschland verläuft; hier befindet sich der östlichste Punkt des Départements Haut-Rhin. Parallel zum Rhein verläuft der Rheinseitenkanal.

## Geschichte
Der Name stammt von einem Altarm des Rheins, der Gießwasser genannt wurde. Im 17. Jahrhundert war Geiswasser urkundlich als Fischerdorf bekannt. Steuern wurden an den Reichsschultheiß von Breisach und ab 1756 an den Grafen Waldner von Freundstein gezahlt, der schließlich 1770 den Ort an die französische Krone abgab. 1775 wurde Geiswasser zur eigenständigen Gemeinde erhoben. Von 1871 bis zum Ende des Ersten Weltkrieges gehörte Geiswasser als Teil des Reichslandes Elsaß-Lothringen zum Deutschen Reich und war dem Kreis Colmar im Bezirk Oberelsaß zugeordnet.

## Bevölkerungsentwicklung
| Jahr      | 1910 | 1962 | 1968 | 1975 | 1982 | 1990 | 1999 | 2007 | 2014 |
| --------- | ---- | ---- | ---- | ---- | ---- | ---- | ---- | ---- | ---- |
| Einwohner | 230  | 134  | 159  | 168  | 174  | 223  | 257  | 326  | 322  |

## Sehenswürdigkeiten

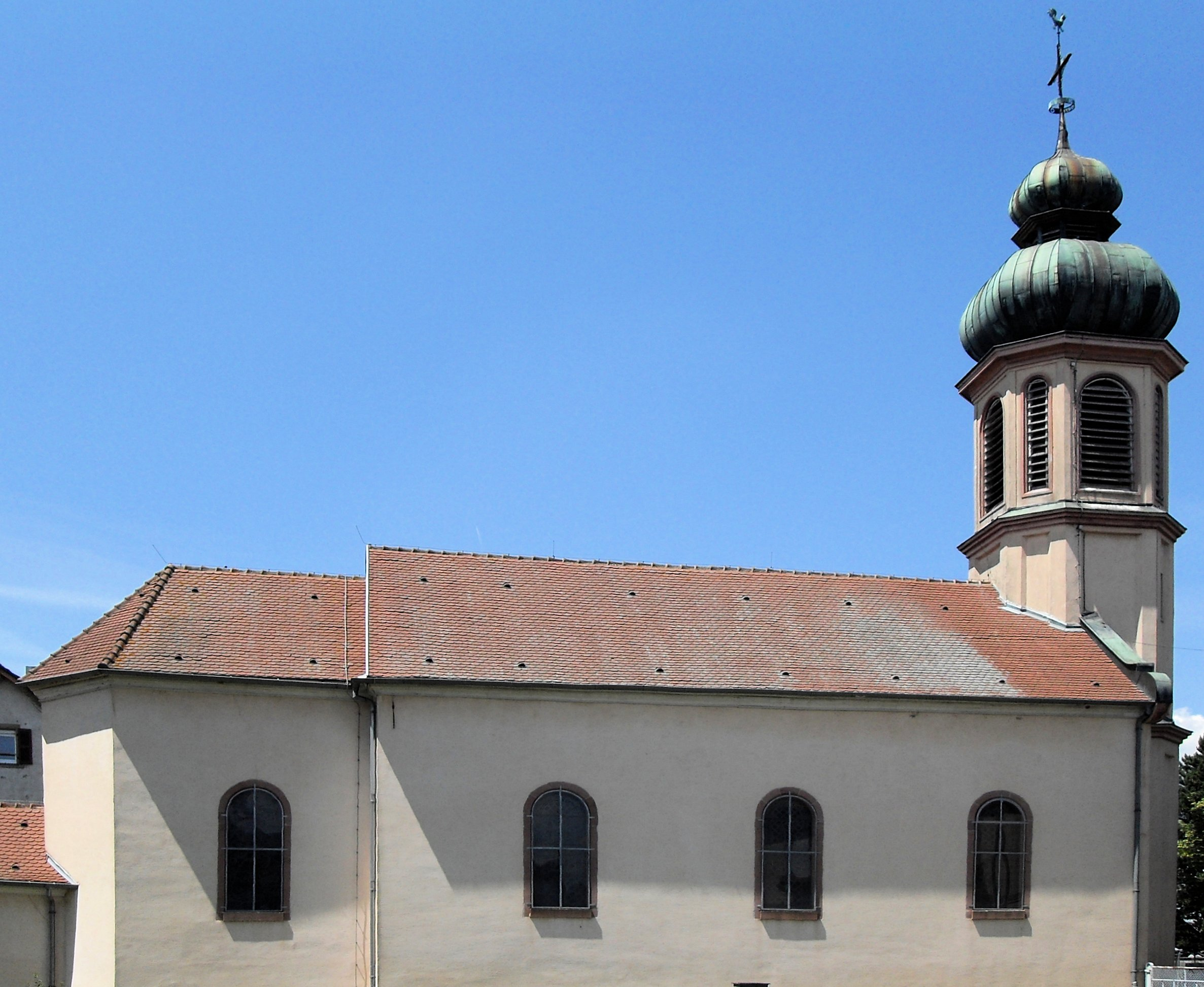
Kirche St. Fridolin

- Kirche St. Fridolin

## Persönlichkeiten
- Karl August Cours-Moppert (1856–unbekannt), französisch-deutscher Schriftsteller, Sprachlehrer und Romanist